# Caguas
Caguas is een plaats (zona urbana) en gemeente in het Amerikaanse unincorporated territory Puerto Rico.

## Demografie
Bij de volkstelling in 2000 werd het aantal inwoners vastgesteld op 88.680 voor de plaats en 140.502 voor de gemeente.

## Geografie
Volgens het United States Census Bureau beslaat de plaats een oppervlakte van 28,6 km², waarvan 28,4 km² land en 0,2 km² water. Caguas ligt op ongeveer 61 m boven zeeniveau.

## Plaatsen in de nabije omgeving
De onderstaande figuur toont nabijgelegen plaatsen in een straal van 28 km rond Caguas.

## Geboren
- Ramón Franco (1963), acteur